# Kirche Bad Zwesten

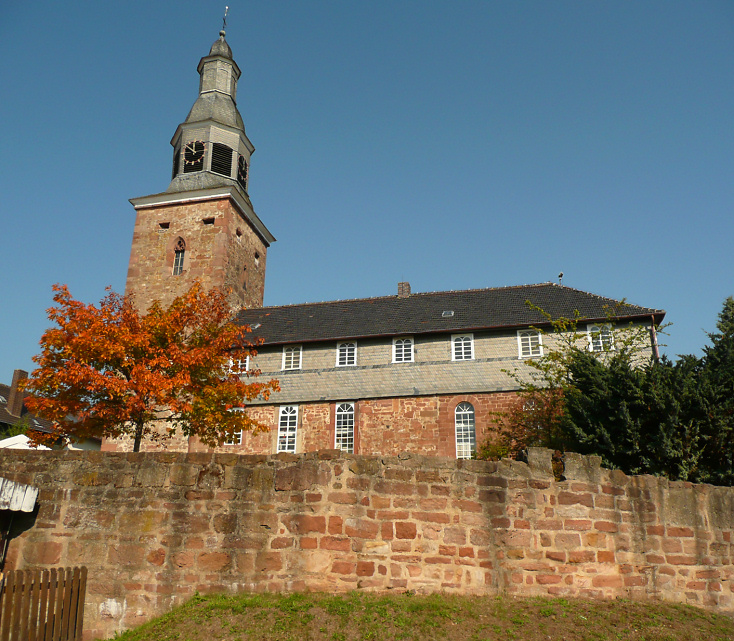
Kirche Bad Zwesten

Die evangelisch-unierte Kirche Bad Zwesten steht im Kernort von Bad Zwesten im Schwalm-Eder-Kreis in Nordhessen. Die Kirchengemeinde gehört zum Kirchenkreis Schwalm-Eder im Sprengel Marburg der Evangelischen Kirche von Kurhessen-Waldeck.

## Beschreibung
Die Schießscharten im Kirchturm, die Maßwerkfenster wurden erst später eingebrochen, deuten auf eine ehemalige Wehrkirche hin. In Portal des Turms ist die Jahreszahl 1506 angegeben. Der westliche Teil des Kirchenschiffs ist im Kern mittelalterlich, nach den Zerstörungen im Dreißigjährigen Krieg wurde es 1653–58 neu errichtet. Bei einem Blitzeinschlag brannte 1791 der Kirchturm bis auf die Grundmauern ab. 1847/48 wurde das Kirchenschiff verlängert und um einen dreiseitigen Abschluss im Osten ergänzt. Zusätzlich wurde es um ein Geschoss aus Holzfachwerk aufgestockt. Das Fachwerk der Südwand wurde 1900 mit Steinen verkleidet. Der Helm des Turms wurde 1837 durch einen achtseitigen schiefergedeckten Aufsatz ersetzt, der den Glockenstuhl und die Turmuhr beherbergt. Dort hängen zwei 1791 von Kutschbach gegossene Kirchenglocken, 1962 wurde eine dritte hinzugefügt. Die neue Haube, ursprünglich mit vier Ecktürmchen versehen, bekam ihre heutige Gestalt.
Im Innenraum ist die Kirchenausstattung aus der Mitte des 19. Jahrhunderts vollständig erhalten. Die Pfeiler der zweigeschossig umlaufenden Emporen reichen bis zur Decke. Hinter dem Altar steht die Kanzel. Die Orgel wurde 1847 von der Orgelbauerfamilie Wilhelm gebaut. In der Kirche befinden sich mehrere Grabsteine aus dem 16. Jahrhundert, herausragend ist der für Anna von Urff aus der Werkstatt des Andreas Herber. Die Verstorbene wird vor einem Kruzifix kniend dargestellt, als Hintergrund ist ein Stadtbild zu sehen. Weitere Grabsteine sind von denen von Löwenstein.